# Story (ピコの曲)
「Story」（ストーリー）は、ピコの通算2作目のシングル。2010年10月13日にキューンレコードから発売された。

## 概要
初回生産限定盤には、単独ライブ『「ピコ Spring Live!! 「Infinity」〜AXの無駄遣い〜（仮）★」より』で披露された楽曲の映像を収録したDVDが付属する。カップリングの「飴か夢」は、ボーカロイドキャラクターの初音ミクが歌唱されている楽曲をカバーされたもの。歌詞は犬目線で書かれている。

## 収録曲
CD
1. Story
  - 作詞：ピコ／作曲・編曲：samfree
2. セピア 
  - 作詞・作曲：橋本良和／編曲：samfree
3. 飴か夢
  - 作詞・作曲：doriko／編曲：samfree
4. Story (PikoLess Version)
5. セピア (PikoLess Version)
6. 飴か夢 (PikoLess Version)

DVD（初回生産限定盤のみ）
1. World's End
2. 闇色アリス
3. 「I」